# George Pullman
George Pullman (Brocton, New York, 1831. március 3. – Chicago, Illinois, 1897. október 9.) amerikai gyáros és feltaláló. Üzleti sikereit először koporsókészítéssel, majd Chicago szennyvízelvezetésének tervezésével kezdte. George Pullman utazásai során elhatározta, hogy kényelmes, éjszakai utazásokra is maximálisan alkalmas kocsitípust fejleszt ki. Vasúti hálókocsik építésébe fogott, melyek minden kényelemmel el voltak látva, ezek világhírűvé tették. Nevét napjainkban a pullman-kocsik őrzik.

## Élete
Pullman 1831. március 3-án született az USA-ban. Már tizennégy évesen kimaradt az iskolából és saját vállalkozásba fogott. Chicagóban halt meg 1897. október 9-én.